# Jantje Weurding-Spijkman

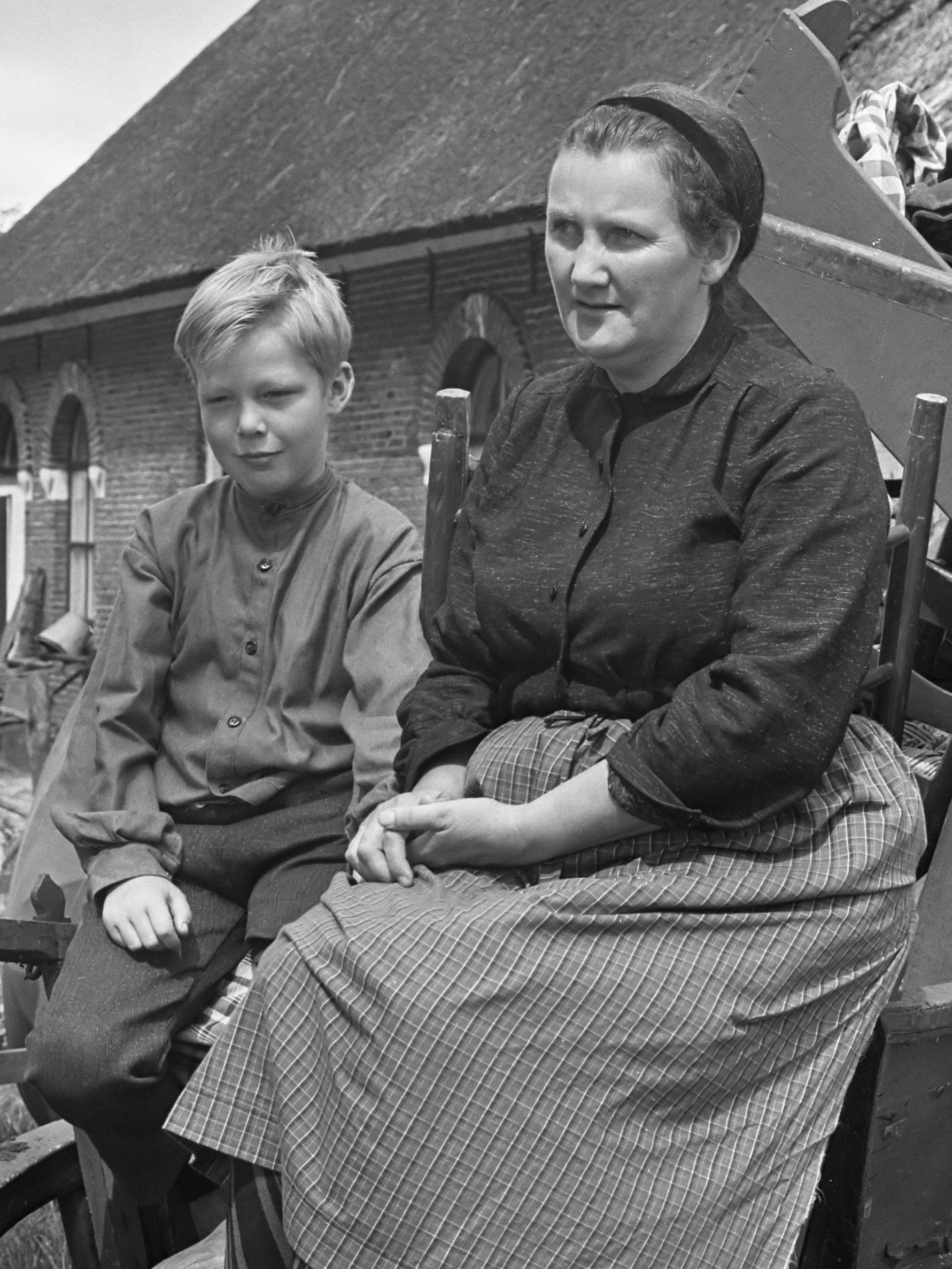
Jan Krol en Jantje Weurding-Spijkman als Bartje en zijn moeder

Jantje Weurding-Spijkman (Benneveld, 27 oktober 1930 - Westerbork, 15 november 2019) was een Nederlands actrice.

## Loopbaan
Weurding-Spijkman was een boerin uit Elp in Drenthe. Met haar echtgenoot had ze een gemengd veebedrijf. In haar vrije tijd speelde ze amateurtoneel. Naar aanleiding van een oproep solliciteerde ze voor een rol in de televisieserie Bartje. Voor de rollen in de serie, met alle dialogen in de Drentse streektaal, werden geboren Drenten gezocht. Weurding gaf aan te opteren voor een bijrol of figurantenrol, maar het productieteam zag in haar de juiste persoon voor de rol van moeder van Bartje. 
De serie, die vanaf december 1972 in zeven afleveringen op de Nederlandse televisie door de NCRV werd uitgezonden, was een onverwacht succes en Weurding werd plotseling een nationale bekendheid. Ze ontving voor haar rol in de nationale en regionale pers lovende kritieken, onder meer van tv-criticus Nico Scheepmaker die haar tot de vijf beste Nederlandse actrices vond behoren.
Ze was na de veertig draaidagen, die in de zomer van 1972 hadden plaatsgevonden, echter weer teruggekeerd op de boerderij. "Ik ben geen actrice en ik wil het niet zijn ook", gaf ze aan. Ruim tien jaar later werd ze gevraagd voor de KRO-serie De Appelgaard, maar daarvoor bedankte ze omdat ze het te druk had met haar werk op de boerderij. Wel had ze in 1988 nog een kleine rol in de serie Switch.
Jantje Weurding-Spijkman werd in 1998 weduwe. De laatste jaren van haar leven verbleef ze in een tehuis voor demente ouderen. Ze overleed in 2019 op 89-jarige leeftijd.